# فرانسيسكو سيلفا كامبايلو
فرانسيسكو سيلفا كامبايلو (بالإسبانية: Francisco Salvá)‏ (و. 1751 – 1828 م) هو طبيب، وفيزيائي من إسبانيا . ولد في برشلونة .
توفي في برشلونة، عن عمر يناهز 77 عاماً.